# Caso Milena Sutter
O caso Milena Sutter foi um homicídio cometido em Génova em 6 de maio de 1971.
Milena Sutter, de 13 anos, filha do empresário de origem suíça Arturo Sutter, desapareceu às cinco da tarde do 6 de maio de 1971 após sair do instituto onde estudava, na via Peschiera, em pleno centro de Génova.  A familia recebeu duas semanas depois um telefonema anónimo anunciando o sequestro da jovem e pedindo um resgate. Seu corpo sem vida foi encontrado por dois pescadores perto da praia de Priaruggia o 20 de maio. O cadáver portava parte de um  fato de mergulho da marca «Cressi Sub».Apesar de ter o rosto totalmente desfigurado devido ao tempo que levava no água e de faltarem algumas partes do vestuário, graças à t-shirt, ao suéter que ainda portava, a um colgante e a uma pulsera, se pôde certificar que o corpo pertencia a Milena.

## Detenção
Na mesma tarde em que se encontrou o cadáver, Lorenzo Bozano, de 25 anos, foi detido como o principal suspeito.

## Condenação
Em 1975, Bozano foi condenado a prisão perpétua., acusado de sequestro, extorsão e homicídio. Fugido por vários países de Europa, foi detido em 1979 na França, permanecendo em prisão até 2002.Em liberdade condicional, Lorenzo Bozano faleceu em 2021, com 76 anos de idade.